# Le Secret de Sabrina
Sabrina
Le Secret de Sabrina (Sabrina's Secret Life) est une série d'animation américano-française en 26 épisodes de 25 minutes créée par Luigi Caesandalinous et diffusée entre le 10 novembre 2003 et le 3 février 2004 en syndication.
Elle fait suite à la série d'animation Sabrina et est précédée par un téléfilm intitulé Sabrina au royaume des sorcières qui introduit son univers. La série est une adaptation de la série de comics Sabrina, l'apprentie sorcière de l'éditeur Archie Comics. C'est la neuvième adaptation télévisée des aventures de Sabrina et la quatrième en série d'animation.
En France, la série a été diffusée à partir du 25 octobre 2004 sur TF1 puis sur Disney Channel et Toon Disney.

## Synopsis
Le Secret de Sabrina est la seconde série animée issue de la série Sabrina, l'apprentie sorcière. Elle suit Sabrina Spellman pendant ses années lycée. L'usage de la magie est moins important dans cette seconde série.

## Distribution

### Voix originales
- Britt McKillip : Sabrina Spellman
- Maurice LaMarche : Salem Saberhagen
- Michael Heyward : Harvey Kinkle
- Tifanie Christun : Cassandra
- Vanesa Tomasino : Maritza
- Jane Mortifee : Enchantra
- Moneca Stori : Hilda Spellman
- Bettina Bush : Zelda Spellman
- Shannon Chan-Kent : Margaux
- Alexandra Collins : Tiffany
- Christopher Gaze : Mr Snipe

### Voix françaises
- Nathalie Homs : Sabrina Spellman
- Philippe Bozo : Salem Saberhagen
- Dominique Vallée : Zelda et Margaux
- Nathalie Bleynie : Hilda
- Nathalie Bienaimé : Maritza et Cassandra
- Franck Tordjman : Harvey Kinkle
- Pascale Chemin : Tiffany
- François Jaubert : M. Zomb
- Marie Marczack : Enchantra et Mlle Mokolos
- Natacha Muller, Laurence Bréheret : rôles secondaires
- Gilbert Lévy : Attila le Hun, voix additionnelles

- Version française
  - Studio de doublage : Studio de Saint-Ouen[1]
  - Direction artistique : Éric Peter
  - Adaptation : ?

## Épisodes
1. Top Danse (At The Hop)
2. Éclipse Scolaire (School Spirit)
3. À qui suis-je ? (I'm a Slave for Who?)
4. Ou alors Demain ? (Putting Off)
5. Une Toute petite Rumeur (Just a Rumor)
6. Un Défaut Monstrueux (Green Eyed Monster)
7. Sabrina se fait des Cheveux (Lather, Rinse, Repent)
8. Atchoum ! (J'achoo)
9. Une Vie de Rêve (Living Her Dreams)
10. La Chouchoute du Prof (Teacher's Pet)
11. Un Amour de petite Bête (Pet Peeve)
12. Absence (Half There)
13. Sabrina, Apprentie Cupidon (Matchmaker Sabrina)
14. Sabrina voit Double (Sabrina, Part Two)
15. Sorts Collectifs (Spell-ing Bee)
16. Salem a du Chien (Best of Show)
17. À l'Assaut des Kilos (Food 'tude)
18. Un Bébé parmi Nous (Baby Makes Three)
19. Qui vole un œuf, vole un bœuf (Hot Item)
20. Noms d'Oiseaux (What's in a Name?)
21. Une Chanson Envoûtante (Greendale Idol)
22. Course contre la Montre (Time Flies)
23. De l'Autre Côté du Miroir (Here's Looking at You)
24. Une Vie de Chat (Cat Man Do)
25. Pollution (Witchycology)
26. Le Cauchemar d'une Nuit d’Été (Midsummer's Nightmare)